# Vision (együttes)
A Vision egy 2002-ben megalakult, viszonylag rövid életű háromtagú magyar könnyűzenei együttes volt, tagjai Sztevanovity Krisztián (művésznevén Symbien, Sztevanovity Dusán dalszerző fia, Zorán énekes unokaöccse), Molnár Márta és Nyitrai Eszter voltak. Három ismert daluk volt a "Valami más" (ez egyben nagylemezük címe is), a "Nem kérek mást" valamint a "Bárcsak újra itt lennél". A videóklipeket Sztevanovity Krisztián rendezte.
Első és egyetlen nagylemezük megjelenése után, 2006-ban Nyitrai Eszter elhagyta az együttest. 2009-ben még megjelent egy maxi lemezük (Bárcsak Újra Itt Lennél!), innentől az együttes hivatalosan is befejezte működését, Symbien szólókarrierbe kezdett, Molnár Márta pedig a The Voice tehetségkutató énektanára lett.